# Kenneth Vermeer
Kenneth Harold Vermeer (* 10. Januar 1986 in Amsterdam) ist ein niederländischer Fußballtorhüter. Er steht aktuell bei PEC Zwolle unter Vertrag.

## Karriere

### Im Verein
Vermeer entstammt der Jugend von Ajax Amsterdam. Bis einschließlich der D-Jugend spielte er noch auf diversen Positionen in der Abwehr, erst im zweiten Jahr als D-Jugendlicher wechselte er – noch beim Amateurverein Neerlandia SLTO – ins Tor, und zwar der C-Jugendmannschaft. Als A-Jugendlicher wurde er am Ende der Saison 2002/03 zum Ajax-Talent des Jahres gewählt. 2005 rückte er als Ersatztorhüter in den Profikader auf, ohne zunächst in der Ehrendivision zum Einsatz zu kommen. 2006 feierte er sein Pflichtspieldebüt in der Wettkampfmannschaft von Ajax, als die Mannschaft im UEFA-Pokal 2006/07 in der ersten Runde auf IK Start traf. Ohne für Ajax in einem Ligaspiel aufgelaufen zu sein, wurde er im Sommer 2007 an Willem II Tilburg verliehen. Nachdem sich Maikel Aerts, der reguläre Torhüter des Klubs aus der Provinz Noord-Brabant, zu Saisonbeginn verletzt hatte, kam Vermeer zu seinem Erstligadebüt. Zwischenzeitlich von dem wiedergenesenen Konkurrenten verdrängt, musste er diesen verletzungsbedingt im Frühjahr 2008 erneut ersetzen. Nach Ende der Ausleihe im Sommer 2008 wurde er bei Ajax zunächst dritter Torhüter hinter Nationaltorhüter Maarten Stekelenburg und Dennis Gentenaar, absolvierte dann aber in der Spielzeit 2008/09 in Vertretung für den verletzten Stekelenburg unter anderem 22 Ligaspiele sowie acht Partien im UEFA Cup. In der anschließenden Saison 2009/10 kam er einmal bei einem 1:0-Sieg über Meister AZ Alkmaar zum Einsatz. In der Saison 2010/11 konnte Vermeer – trotz Reservistenrolle – mit dem Klub die Meisterschaft feiern. Im Sommer 2011 verließ Stekelenburg Ajax, woraufhin Vermeer der neue Stammtorwart wurde. Mit ihm als Stammtorwart konnte Amsterdam sowohl 2012 als auch 2013 den Titel verteidigen sowie 2013 die Johan-Cruyff-Schale gewinnen. In der Saison 2013/14 wurde Vermeer mit der Mannschaft erneut niederländischer Meister, verlor jedoch seinen Stammplatz während der Spielzeit an Jasper Cillessen.
Nachdem er auch zu Beginn der folgenden Saison 2014/15 nicht an Cillessen vorbeigekommen war, wechselte Vermeer am Ende der Sommertransferperiode im September 2014 zum Rivalen Feyenoord Rotterdam. Dort bestritt er seine ersten zwei Spielzeiten als Stammtorhüter. 2016 wurde er mit der Mannschaft Pokalsieger. Vor Beginn der Saison 2016/17 verletzte er sich und verlor auch nach seiner Rückkehr im Frühjahr 2017 seinen Stammplatz an Brad Jones. Im Januar 2018 wurde Vermeer daraufhin für ein halbes Jahr an den belgischen Erstligisten FC Brügge ausgeliehen, für den er in der Folge sieben Spiele bestritt, bevor er erneut verletzungsbedingt den Rest der Spielzeit ausfiel. Mit dem Verein wurde er am Saisonende belgischer Meister. Im Sommer 2018 kehrte Vermeer nach Rotterdam zurück, wo er Ersatztorhüter hinter Justin Bijlow wurde. In Vertretung für den verletzten Bijlow kam er in der anschließenden Saison noch zu 16 Ligaeinsätzen. In der Spielzeit 2019/20 konnte er sich wieder als Stammtorhüter gegen Bijlow durchsetzen.
Im Januar 2020 verließ Vermeer den Verein und wechselte in die USA zum Los Angeles FC in die MLS. Im Mai 2021 schloss er sich dem Ligakonkurrenten FC Cincinnati an. Nachdem er dort bis zum Ende der Saison am Jahresende noch zu 19 Einsätzen gekommen war, kam er in der anschließenden Spielzeit 2022 nicht mehr über den Status des Ersatztorhüters hinaus. Im März 2023 wurde sein Vertrag daraufhin aufgelöst.

### In der Nationalmannschaft
Mit den U21-Junioren der Niederlande gewann er die Europameisterschaft 2006, wobei er in allen Turnierspielen im Tor stand. Bei der U21-Europameisterschaft 2007 bestritt er zwei Gruppenspiele und gehörte ebenfalls zur Siegermannschaft. Im Anschluss an die Spielzeit wurde Vermeer im Sommer 2008 in den Kader für die Olympischen Sommerspiele 2008 berufen und bestritt dort alle vier Spiele, ehe die Mannschaft im Viertelfinale ausschied.
Am 14. November 2012 stand Vermeer beim Match gegen Deutschland in Amsterdam erstmals in der Startelf der A-Nationalmannschaft. Bis 2015 bestritt er insgesamt fünf Länderspiele, wobei er in allen ohne Gegentreffer blieb. Nach längerer Zeit, in der er nicht mehr nominiert wurde, stand er im Sommer und Herbst 2019 erneut bei mehreren Spielen im Nationalmannschaftskader, ohne jedoch zum Einsatz zu kommen.

## Erfolge

### Verein
- Ajax Amsterdam
  - Niederländischer Meister (4): 2011, 2012, 2013, 2014
  - Niederländischer Pokalsieger (3): 2006, 2007, 2010
  - Johan-Cruyff-Schaal: 2007, 2013

- Feyenoord Rotterdam
  - Niederländischer Meister: 2017
  - Niederländischer Pokalsieger: 2016

- FC Brügge
  - Belgischer Meister: 2018

### Nationalmannschaft
- U21-Europameister: 2006, 2007